# The Isle
The Isle es un videojuego de aventura y supervivencia producido por un estudio independiente, Afterthought LLC. Tiene características tales como los rompecabezas, niveles 3D que puedes girar para ver desde otro ángulo.
Se lanzó el 1 de diciembre de 2015.
El videojuego fue lanzado para Steam.

## Mecánica de juego
The Isle es un videojuego en 3D. Contiene elementos de exploración, aventura y caza muy similar a juegos de mundo abierto. 
El juego está hecho de tal forma que solo puedas morir, he ahí su dificultad. 

## Modos de juego
El primer modo de juego es Progresión. Este modo consiste esencialmente en jugar como dinosaurios diferentes y cultivarlos para desbloquear otros nuevos, que luego puedes hacer crecer para desbloquear aún más. Muy pocos servidores tienen este modo.
El segundo modo de juego es un modo llamado Supervivencia. Este es el más popular. El jugador recibe diferentes dinosaurios para jugar y, a diferencia de la progresión, puedes acceder a todos ellos desde el principio. En supervivencia, los jugadores intentan sobrevivir en el entorno que ofrece la isla. Tendrás que encontrar comida y agua.
El tercer modo de juego es Sandbox. Este modo de juego permite acceder a cualquier dinosaurio del juego.

## Historia
El juego carece de historia de forma lineal, será el entorno el que irá contando al propio jugador los secretos que esconde la isla.